# Patrick Riley McGeehan
Patrick Riley McGeehan es un político estadounidense, miembro del Partido Republicano. Integra la Cámara de delegados de Virginia Occidental y fue candidato para las elecciones al senado en Virginia Occidental. Es hijo del Teniente Coronel Mark McGeehan, quien murió en el accidente de 1994 de la Base de Fairchild.

## Biografía
De 1998 a 2006, McGeehan sirvió en la Fuerza Aérea de los Estados Unidos como oficial de Inteligencia y Capitán, y realizó giras en Afganistán. Después de dejar el ejército, McGeehan se unió al sector empresarial. En 2006 se convirtió en presidente de Mountain State Packaging Incorporated en Newell, West Virginia, y en 2007 se convirtió en presidente de Panhandle Industries en Weirton, West Virginia. Actualmente, trabaja como director de cuentas de Frontier Communications.
McGeehan representó al 1.er Distrito de Virginia Occidental en la  Cámara de Delegados de 2008 a 2010.
Como miembro de la Cámara de Delegados de West Virginia, McGeehan sirvió en el Comité de Revisión Constitucional, el Comité de Proyectos de Ley Inscritos y el Comité de Organización Gubernamental.
En 2010, McGeehan se postuló para el Senado de Virginia Occidental, Distrito 1 del 1.er Senado de Virginia Occidental, pero no pudo ganar la nominación republicana.  En 2012, ganó la nominación republicana para ese escaño, pero perdió en las elecciones generales.
En 2012 publicó un libro titulado "Imprimiendo nuestro camino a la pobreza: las consecuencias de la inflación estadounidense", que recibió grandes elogios del congresista y excandidato presidencial Ron Paul, así como del economista Dr. Andrew Young.
En abril de 2013, McGeehan anunció que se postularía para el escaño del Senado de los Estados Unidos que dejó vacante Jay Rockefeller.
El 27 de junio de 2013, el Republican Liberty Caucus anunció su respaldo a McGeehan.
El 25 de enero de 2014, McGeehan suspendió su campaña en el Senado y presentó su candidatura a su antiguo escaño en la Cámara de Delegados de Virginia Occidental en 2014. McGeehan ganó las elecciones a su antiguo escaño en las elecciones generales del 4 de noviembre.
En junio de 2017, se publicó el libro de McGeehan, "El estoicismo y la casa estatal: una vieja filosofía al servicio de una nueva idea". En el libro, McGeehan se basa en los antiguos estoicos para promover la libertad política.